# Let’s Get Rocked
"Let's Get Rocked" – utwór brytyjskiego zespołu Def Leppard. Jest to pierwszy singel z albumu zatytułowanego Adrenalize.

## Notowania
| Lista                                | Pozycja |
| ------------------------------------ | ------- |
| U.S. Billboard Hot 100               | 15      |
| UK Singles (Official Charts Company) | 2       |
| Irish Recorded Music Association     | 4       |
| ARIA Charts                          | 6       |